# Битва при Ондскоте
{{Вооружённый конфликт
|изображение  =  Battle of Hondschoote.jpg
|конфликт     =  Битва при Ондскоте
|дата         =  6—8 сентября 1793 года
|место        =  Ондскот
|часть        =  Война первой коалиции 

Наполеоновские войны
|противник1   =   Франция
|противник2   =   Великобритания
Гессен-Кассель
|командир1    =  Жан-Николя Ушар
Жан-Батист Журдан
|командир2    =  Герцог Йоркский
Вильгельм фон Фрейтаг
Иоганн Людвиг фон Вальмоден
|силы1        =  40 000
|силы2        =  24 000
|потери1      =  3000
|потери2      =  4000
|итог         =  Победа Франции
Бой при Ондскоте — одно из сражений войны первой коалиции, произошедшее 6—8 сентября 1793 года.
После падения Валансьена герцог Йоркский Фредерик с 36-тысячным союзным войском приступил к блокаде Дюнкерка, прикрываясь обсервационным корпусом Фрейтага (16 тыс. чел.) на реке Изер.
Французский главнокомандующий генерал Ушар, сосредоточив 30-тысячное войско у Касселя, перешёл в наступление. Обсервационный корпус 6 сентября был отброшен от реки Изер и занял позицию у Ондскота. Так как в то же время против блокадного корпуса была произведена сильная атака из Дюнкерка, то Йорк не мог послать в Ондскот подкреплений, и генерал Вальмоден (заменивший раненого Фрейтага) с 9-тысячной армией, пользуясь пересечённой местностью, целый день 7 сентября удерживал значительно превосходящего в силах противника.
Однако Ушар на следующий день возобновил атаку, и Вальмоден отступил за Вёрне, потеряв около 2500 солдат. Результатом было снятие осады Дюнкерка и поспешное отступление герцога Йоркского, опасавшегося, что удаление Вальмодена лишит осадный корпус безопасности отступления, и бросившего в спешке почти весь свой осадный парк.